# حمام بنی صالح
حمام بنی صالح (به عربی: حمام بنی صالح) یک شهرداری در الجزایر است که در استان الطارف واقع شده‌است. حمام بنی صالح ۴٬۸۷۱ نفر جمعیت دارد.